# Nephesa rosea
Nephesa rosea är en insektsart som först beskrevs av Maximilian Spinola 1839.  Nephesa rosea ingår i släktet Nephesa och familjen Flatidae. Inga underarter finns listade i Catalogue of Life.